# Грейг, Брайан Эндрю
Брайан Эндрю Грейг (англ. Brian Andrew Greig, род. 22 февраля 1966, Фримантл, Западная Австралия) — австралийский политик, сенатор от штата Западная Австралия (1999 − 2005), член партии Австралийские демократы (англ.).

## Жизнеописание
Брайан Грейг родился 22 февраля 1966 года в городе Фримантл, Западная Австралия. Когда ему исполнилось четыре года, его семья переехала в небольшой рыбацкий городок Ланцелин (Lancelin). Там он окончил начальную школу, а затем перешел в среднюю школу Перта. Высшее образование Брайан Грейг получил в университете Мердока (англ. Murdoch University).
В течение 1990-х годов Брайан Грейг работал на нескольких политиков из Лейбористской партии, но затем перешел к партию Австралийские демократы. На выборах в Сенат в октябре 1998 года был избран от штата Западная Австралия. Грейг был сенатором с 1 июля 1999 по 30 июня 2005 года. На выборах в октябре 2004 года ему не удалось переизбраться, и он отошел от политики.
13 июня 2011 он был награждён медалью ордена Австралии (OAM).